# Thimo Wiewelhove
Thimo Wiewelhove (* 1986) ist ein deutscher Sportwissenschaftler und Hochschullehrer.

## Leben
Wiewelhove studierte von 2007 bis 2012 Sportwissenschaft an der Ruhr-Universität Bochum und setzte seine Studienschwerpunkte in den Bereichen Freizeit-Gesundheit-Training sowie Diagnostik und Intervention im Sport. Anschließend war er an derselben Hochschule bis 2012 am Lehrstuhl für Trainingswissenschaft und ab 2016 am Lehr- und Forschungsbereich Sportarten und Bewegungsfelder wissenschaftlich tätig. 2016 wurde an der Ruhr-Universität Bochum seine Doktorarbeit (Titel: „Belastungs- und Erholungssteuerung im High-Intensity Ausdauertraining“) im Fach Trainingswissenschaft angenommen. Gutachter der mit Summa cum laude bewerteten Arbeit waren Alexander Ferrauti und Billy Sperlich. Im praktischen Bereich leitete er an der Ruhr-Universität die Ausbildung in der Sportart Tennis. Des Weiteren war er zwischen 2011 und 2020 sportwissenschaftlicher Leiter am Zentrum für Sportmedizin, Training und Leistungsdiagnostik des Elisabeth-Krankenhauses in Essen.
Im November 2020 trat Wiewelhove an der IST-Hochschule für Management in Düsseldorf eine Professorenstelle für Trainingswissenschaft an.